# Favites pentagona

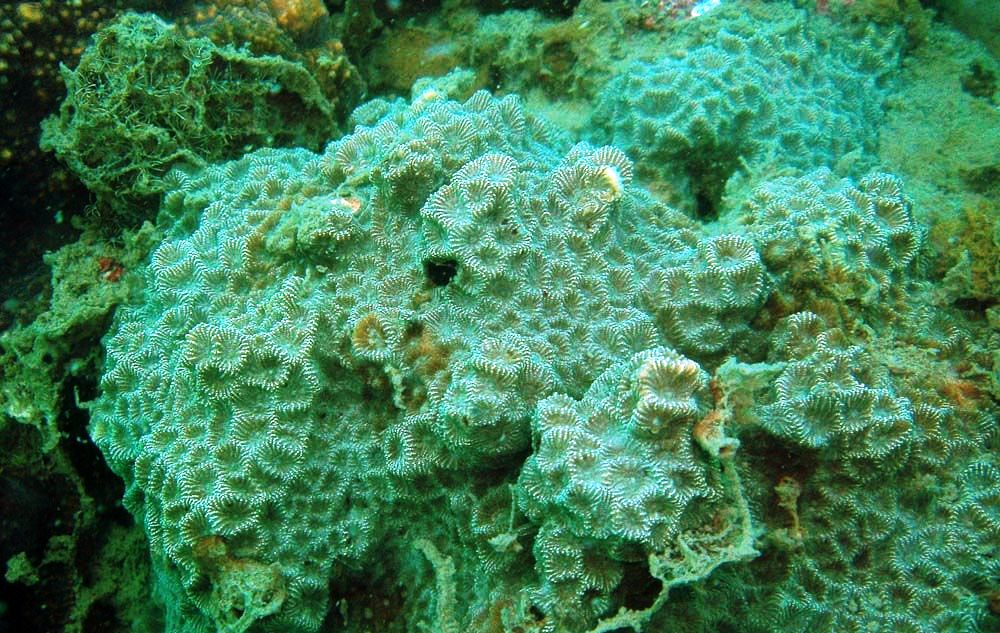
Colonia de F. pentagona con pólipos retraídos, en Koh Phangan, Tailandia

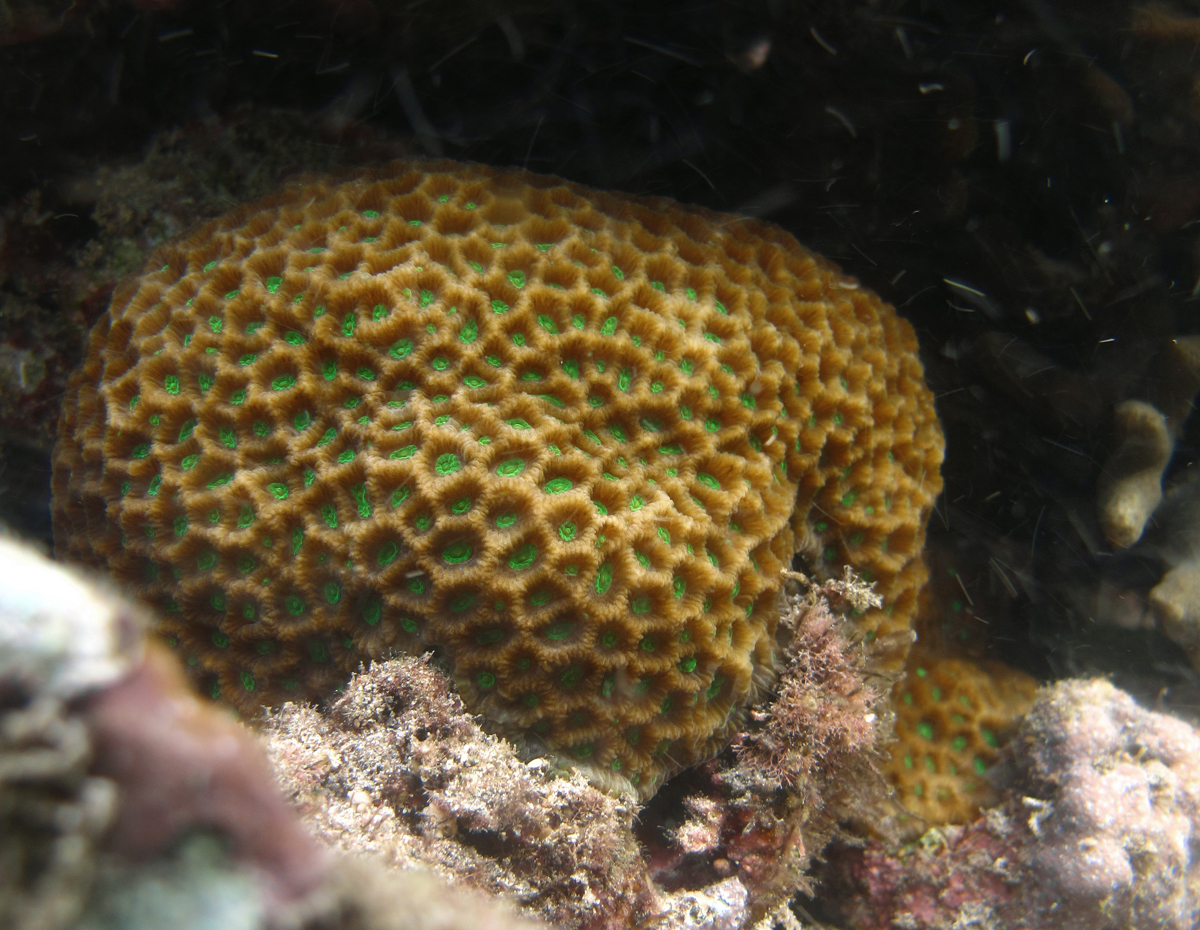
Colonia de F. pentagona, en Reunión

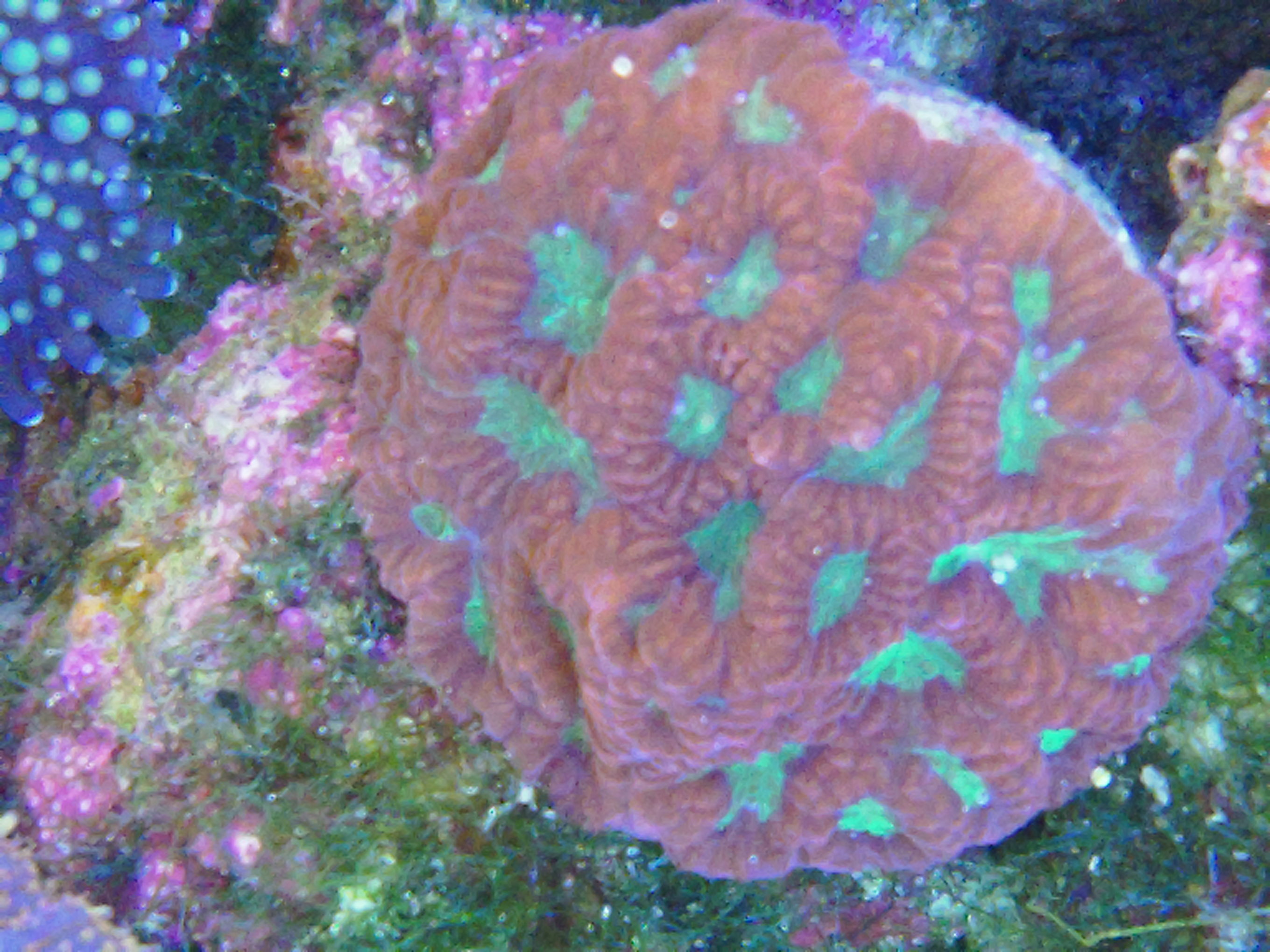
Favites pentagona

Favites pentagona es una especie de coral del género Favites, que pertenece a la familia Merulinidae, en el grupo de los corales duros, orden Scleractinia. 
Es un coral hermatípico, tras la muerte del coral, su esqueleto contribuye al crecimiento o la generación de nuevos arrecifes en la naturaleza, debido a que la acción del CO2 convierte muy lentamente su esqueleto en bicarbonato cálcico, sustancia ésta asimilable directamente por las colonias coralinas. 
Es una especie no común, aunque ampliamente distribuida en aguas tropicales, desde las costas orientales africanas, a través del Índico y el Pacífico, hasta las islas de Kiribati.

## Morfología
El coral Favites pentagona forma colonias submasivas a incrustantes, en ocasiones formando columnas irregulares. Cada coralito se proyecta ligeramente sobre la superficie de la colonia y comparte el muro con sus vecinos, en disposición cerioide. Los coralitos son angulares, sus cálices miden menos de 6 mm de diámetro, y tienen los muros finos. Presentan un número reducido de septa, y lóbulos paliformes bien desarrollados.
Los tentáculos de los pólipos se extienden durante la noche, y tienen un círculo simple de tentáculos alrededor del disco oral, . También posee tentáculos "barredores" que presentan unas células urticantes denominadas nematocistos, empleadas en la caza de presas del plancton.
Las colonias exceden los 100 cm de diámetro. El color de los pólipos es marrón o rojo, con el disco oral que suele estar coloreado en verde, fluorescente bajo luz actínica.

## Alimentación
Contienen algas simbióticas; mutualistas (ambos organismos se benefician de la relación) llamadas zooxantelas. Las algas realizan la fotosíntesis produciendo oxígeno y azúcares, que son aprovechados por los pólipos, y se alimentan de los catabolitos del coral (especialmente fósforo y nitrógeno). Esto les proporciona entre el 70 y el 95% de sus necesidades alimenticias. El resto lo obtienen atrapando plancton y materia orgánica disuelta en el agua.

## Reproducción
Se reproducen asexualmente mediante gemación, y sexualmente, lanzando al exterior sus células sexuales, siendo por tanto la fecundación externa. Los Favites son hermafroditas, y liberan óvulos y espermatozoides al agua, en expulsiones de gametos de un solo sexo. Los huevos fertilizados, permanecen a la deriva arrastrados por las corrientes varios días, más tarde se forma una larva plánula que cae al fondo, se adhiere a él y comienza su vida sésil, secretando carbonato cálcico para conformar un esqueleto, o coralito. Posteriormente, va conformando la colonia coralina mediante la clonación de los pólipos, que van construyendo su coralito contiguo al pólipo generador.

## Hábitat
Viven en los arrecifes localizados en las aguas tropicales, en zonas cercanas a las costas. Se encuentran en entornos superficiales, en lagunas, laderas interiores y exteriores de arrecifes, y rocas en zonas intermareales. 
Habita normalmente entre 0 y 25 m de profundidad, aunque se encuentra hasta los 47,5 m, y en un rango de temperatura entre 25.48 y 27.31 °C.

## Distribución geográfica
Se distribuyen en aguas tropicales del océano Indo-Pacífico, desde las costas orientales de África y el Mar Rojo, hasta Kiribati, en el Pacífico central. 
Es especies nativa de Arabia Saudí; Australia; Baréin; Birmania; Cocos; Comoros; Egipto; Emiratos Árabes Unidos; Eritrea; Filipinas; Fiyi; Guam; India; Indonesia; Irán; Irak; Israel; Japón; Jordania; Kenia; Kiribati; Kuwait; Madagascar; Malasia; Maldivas; islas  Marianas del Norte; islas Marshall; Mauritius; Mayotte; Micronesia; Mozambique; Nauru; isla Navidad; Nueva Caledonia; Omán; Pakistán; Palaos; Papúa Nueva Guinea; Catar; Reunión; Samoa; Seychelles; Singapur; islas Salomón; Somalia; Sri Lanka; Sudán; Tailandia; Taiwán, (China); Tanzania; Tuvalu; Vanuatu; Vietnam; Wallis y Futuna; Yemen y Yibuti.

## Conservación
La Lista Roja de Especies Amenazadas de la UICN califica su estado de conservación de Preocupación Menor ver 3.1, exponiendo al respecto:
En general, la mayor amenaza para los corales es el cambio climático global, en particular, las temperaturas extremas que conducen a la decoloración y una mayor susceptibilidad a la enfermedad, aumento de la gravedad de los eventos ENOS y las tormentas y la acidificación del océano. 
La amenaza conocida más importante para esta especie es la extensa reducción del hábitat de arrecifes de coral, debido a una combinación de amenazas. Las tendencias de población específicas son desconocidas, pero la reducción de la población se pueden deducir de la pérdida de hábitat estimada (Wilkinson 2004). Está muy extendida en toda su área de distribución, y por lo tanto es probable que sea más resistente a la pérdida de hábitat y la degradación de los arrecifes, debido a un tamaño efectivo de la población general asumido, que está altamente conectado y / o estable, con una mayor variabilidad genética.
Las medidas recomendadas para la conservación de esta especie incluyen: la investigación en taxonomía, la población, la abundancia y tendencias, el estado de la ecología y hábitat, amenazas y resistencia a las amenazas, la acción de restauración; identificación, creación y gestión de nuevas áreas protegidas; expansión de las áreas protegidas; gestión de la recuperación; la gestión de la enfermedad y de parásitos patógenos. Propagación y técnicas como la criopreservación de gametos artificiales pueden ser importantes para la conservación de la biodiversidad de corales. 